# Kleinlöschfahrzeug (Tschechien)
Das Kleinlöschfahrzeug (kurz: DA 8 – KLF) gehört zu den neueren Fahrzeugtypen bei den tschechischen Einsatzfahrzeugen. Der polnische Unternehmen Wawrzaszek ISS baute das Kleinlöschfahrzeug unter anderem auf dem Fahrgestell des Renault Mascott auf. Vor allem Dorf- und Kleinstadtfeuerwehren setzen dieses Fahrzeug gerne ein, da es für ihre Zwecke vollkommen ausreichend ist. Da sich das Fahrzeug bewährt hat, wird es mittlerweile auch von den Feuerwehren in Polen und in der Slowakei eingesetzt. Zur Ausrüstung des Fahrzeuges gehört neben der Tragkraftspritze auch ein Lichtmast mit 2×1000 Watt Scheinwerfern, ein Schnellangriff mit 60 m Schlauch und weitere Schläuche und Gerätschaften.

## Quelle
- Wolfgang Jendsch: Osteuropäische Feuerwehrfahrzeuge. Motorbuch Verlag, 2011, ISBN 978-3-613-03353-5.